# Rock It (Ofenbach)
Rock it è un singolo degli Ofenbach, un duo di disc jockey francesi. Il singolo è stato pubblicato il 12 aprile 2019 come primo estratto dell'EP Ofenbach.

## Tracce
1. Rock it – 2:33